# Liste der Monuments historiques in Saint-Étienne-de-Vicq
Die Liste der Monuments historiques in Saint-Étienne-de-Vicq führt die Monuments historiques in der französischen Gemeinde Saint-Étienne-de-Vicq auf.

## Liste der Bauwerke
| Bezeichnung           | Beschreibung                       | Standort | Kennzeichnung | Schutzstatus | Datum | Bild           |
| --------------------- | ---------------------------------- | -------- | ------------- | ------------ | ----- | -------------- |
| Château de Verseilles | Schloss, erbaut im 15. Jahrhundert | (Lage)   | PA00093269    | Inscrit      | 2003  | weitere Bilder |
| Kirche St-Étienne     | Erbaut im 11./12. Jahrhundert      | (Lage)   | PA00093270    | Classé       | 1932  | weitere Bilder |

## Liste der Objekte
| Bezeichnung                       | Beschreibung            | Standort                        | Kennzeichnung | Schutzstatus | Datum | Bild |
| --------------------------------- | ----------------------- | ------------------------------- | ------------- | ------------ | ----- | ---- |
| Heiligenskulptur                  | Holz                    | in der Kirche St-Étienne (Lage) | PM03001543    | Inscrit      | 2000  |      |
| Skulptur einer heiligen mit Krone | Holz                    | in der Kirche St-Étienne (Lage) | PM03001542    | Inscrit      | 2000  |      |
| Skulptur Madonna mit Kind         | Marmor                  | in der Kirche St-Étienne (Lage) | PM03001545    | Inscrit      | 2000  |      |
| Skulptur des heiligen Stephanus   | Holz, polychrom gefasst | in der Kirche St-Étienne (Lage) | PM03001544    | Inscrit      | 2000  |      |